# Jupiter holdja
Jupiter holdja (Engelse titel: Jupiter's Moon) is een Hongaars-Duitse film uit 2017, geregisseerd door Kornél Mundruczó. De film ging op 19 mei in première op het filmfestival van Cannes in de competitie voor de Gouden Palm.

## Verhaal
Aryan, een jonge immigrant wordt neergeschoten wanneer hij illegaal de grens probeert over te steken en de gewonde jongeman wordt opgesloten in een vluchtelingenkamp. Hij ontdekt echter dat hij nu op wonderbaarlijke wijze alles kan laten zweven wat hij wil. Dr. Stern, de kampdokter smokkelt hem het kamp uit met de bedoeling deze geheime gave te benutten.

## Rolverdeling
| Acteur           | Personage   |
| ---------------- | ----------- |
| Majd Asmi        | Aryan       |
| Merab Ninidze    | Gabor Stern |
| György Cserhalmi |             |
| Mónika Balsai    |             |
| Jéger Zsombor    |             |